# Vaajakoski kyrka
Vaajakoski kyrka är en finländsk kyrka i Vaajakoski. Kyrkobyggnaden ritades av arkitekten Armas Lehtinen som församlingshem och togs officiellt i bruk 1954. Kyrkan renoverades i början av 1980-talet.
Kyrkobyggnaden är en långkyrka utan torn. Den är byggd i tegel och betong och putsad i ljus färg.
I samband med en tillbyggnaden tillkom Saila Blomkvists konstverk Livets träd i församlingshemmet. Kyrkan fick nya kyrkotextilier formgivna av textilkonstnären Aino Kajaniemi. År 2008 fick kyrkan en träsnidad julkrubba av Kari Kärkkäinen från Juva och Flykten till Egypten av Ritva-Sofia Linu. Kyrkans altare har ett kors gjort av Juhani Saksa. 

## Bildgalleri

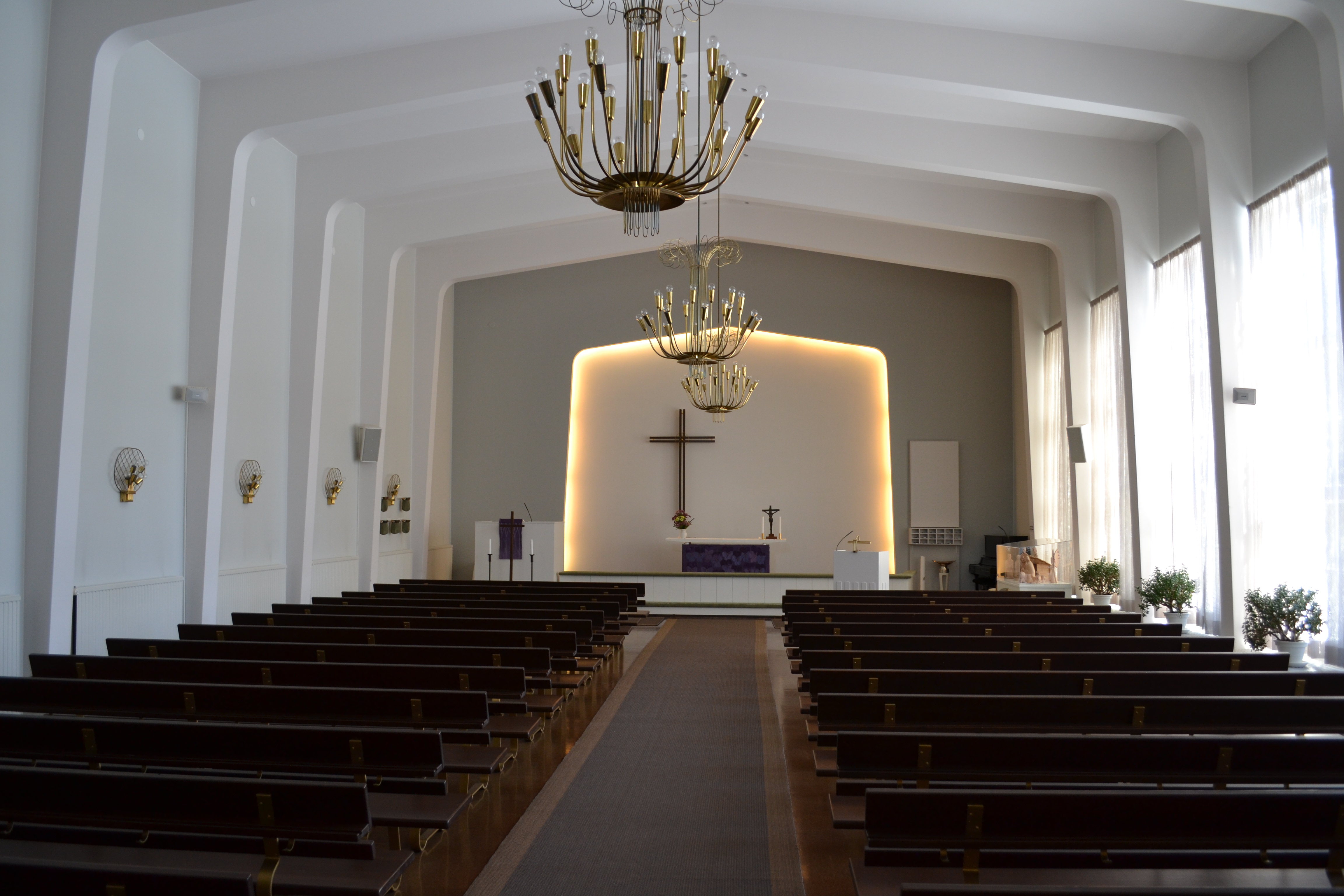
Kyrkorummet
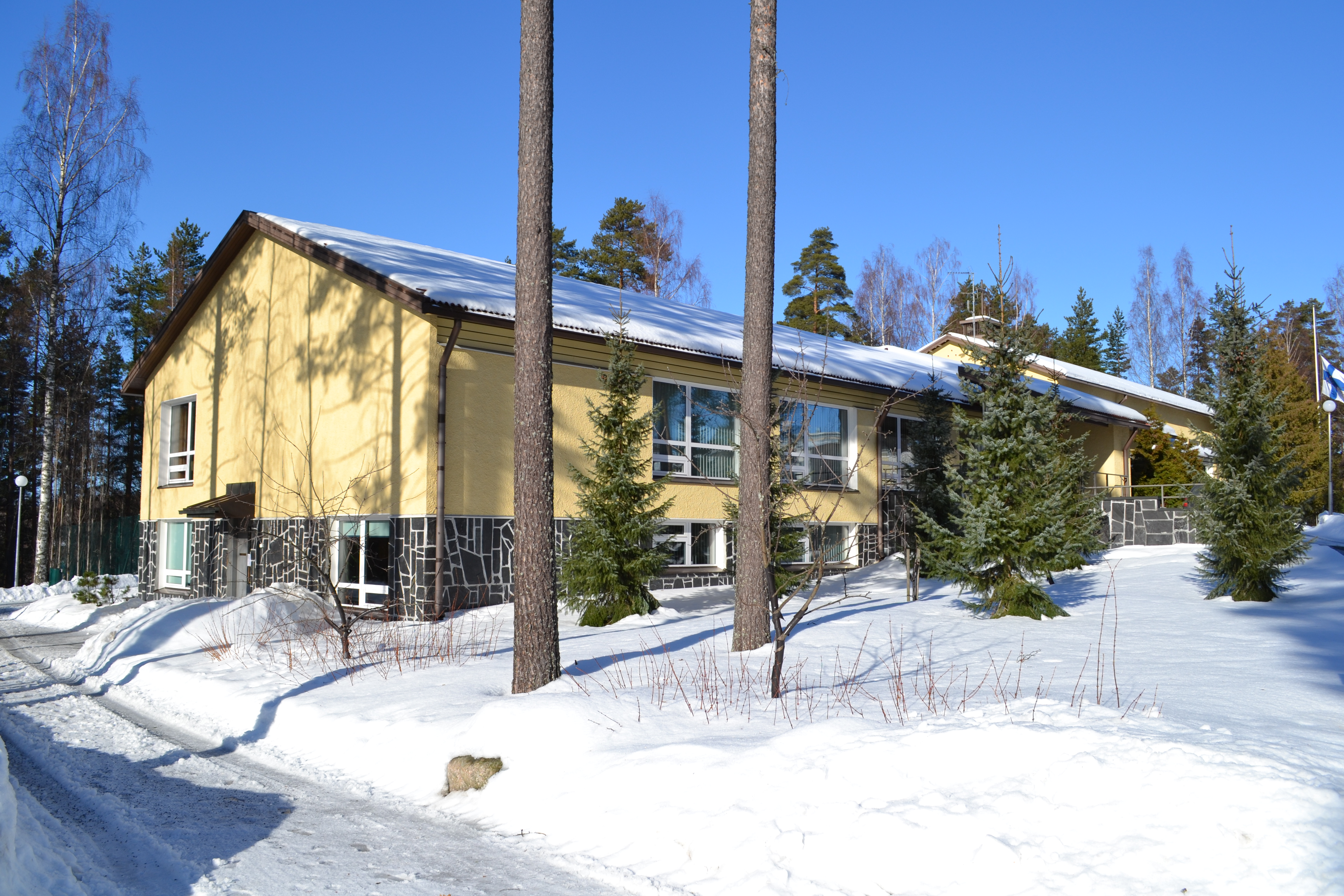
Västra fasaden
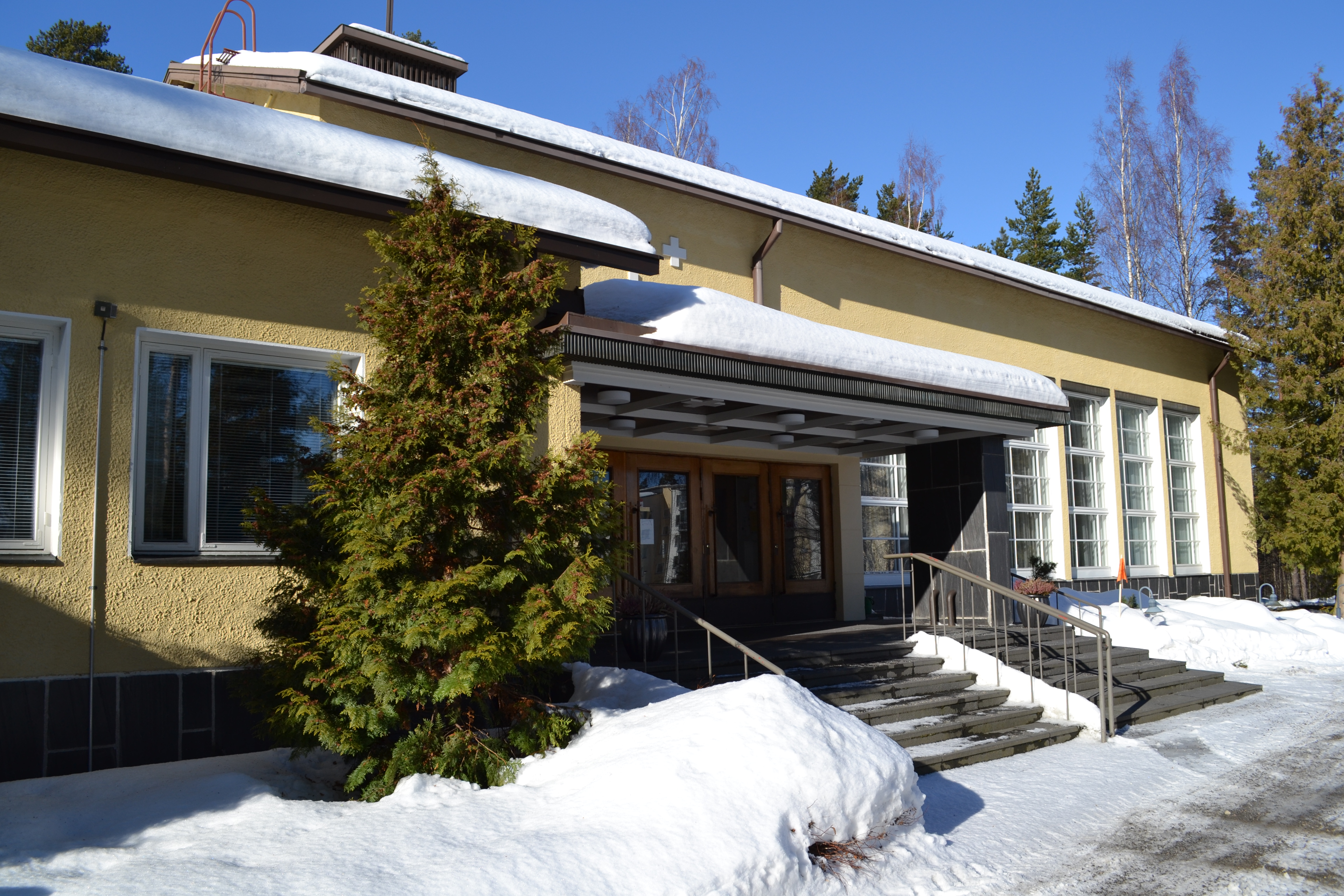
Entrén